# Bernard Werber

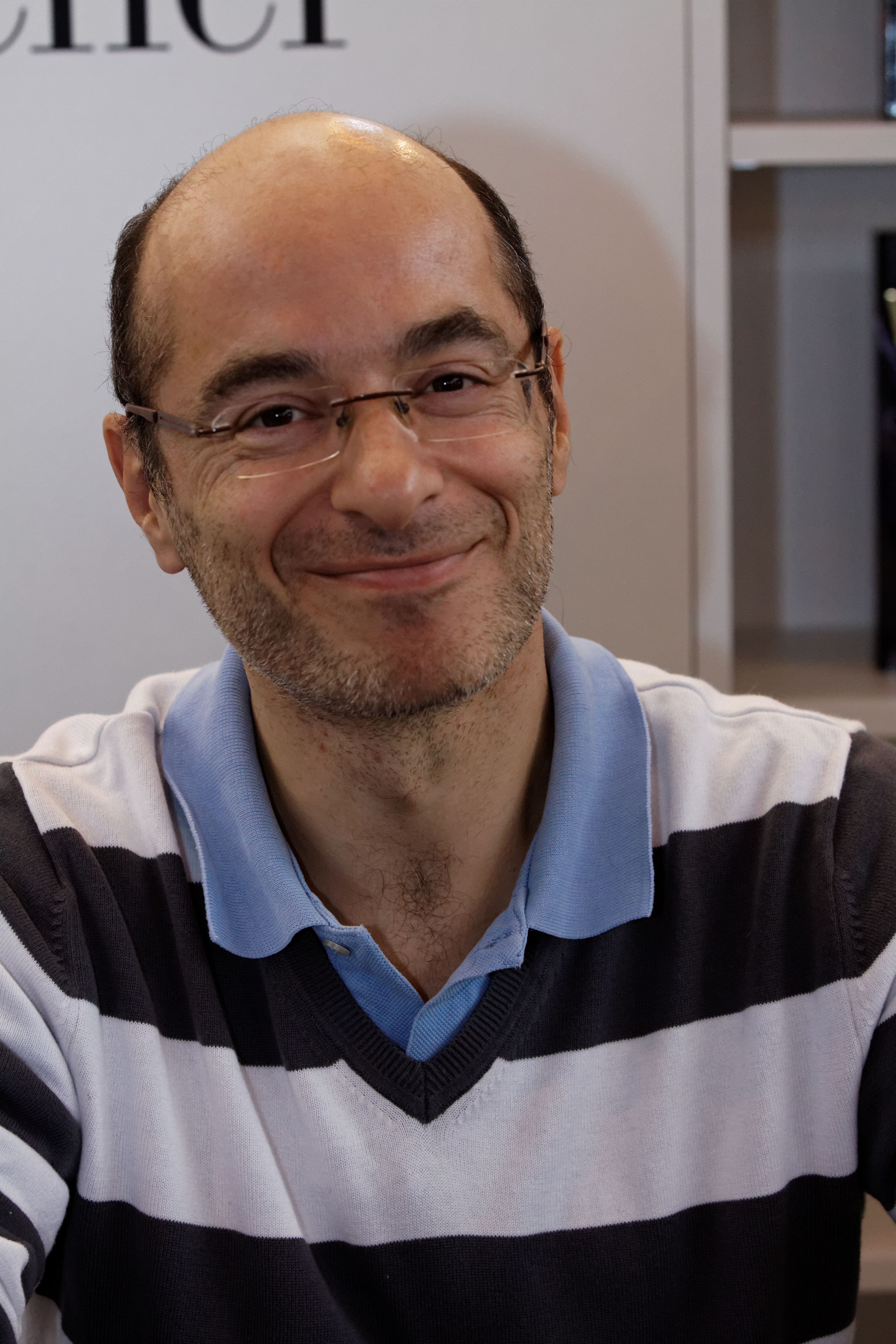
Bernard Werber (2012)

Bernard Werber (* 18. September 1961 in Toulouse) ist ein französischer Schriftsteller.

## Leben
Im Alter von 14 Jahren schrieb er Geschichten für ein Fanmagazin. Nach seinem Studium (Kriminologie und Journalismus) arbeitete er etwa zehn Jahre lang als wissenschaftlicher Journalist. Anschließend ergriff er die erste Gelegenheit, um von seinen Einkünften als Autor zu leben.
2019 wurde der Asteroid (381048) Werber nach ihm benannt.

## Werk
Aus seiner Zeit als wissenschaftlicher Journalist stammt seine Vorliebe für die Wissenschaft, die er immer wieder in seine Geschichten einbringt (zu erkennen bei „Les fourmis/die Ameisen“, „la mort“ oder „les origines de l’humanité“). Kritiker unterstellen ihm dabei jedoch eine gewisse Naivität. Sein Stil kann als Mischung aus Abenteuersaga, Science-Fiction zwischen den Weltkriegen und philosophischer Erzählung erklärt werden. Die meisten seiner Romane teilt Bernard Werber in Intrige und Information auf: Er wechselt zwischen dokumentierenden Artikeln über das ausgewählte Thema und zwei Erzählfäden, die sich nur von Zeit zu Zeit überschneiden. Es ist festzustellen, dass sich seine Romane und seine Novellen vermischen. Ebenfalls kann man die Verschmelzung der Personen feststellen. Zum Beispiel kann man die Person des Edmond Wells in „L’Empire des anges“ und in der Trilogie der Ameisen wiederfinden.

## Bibliographie

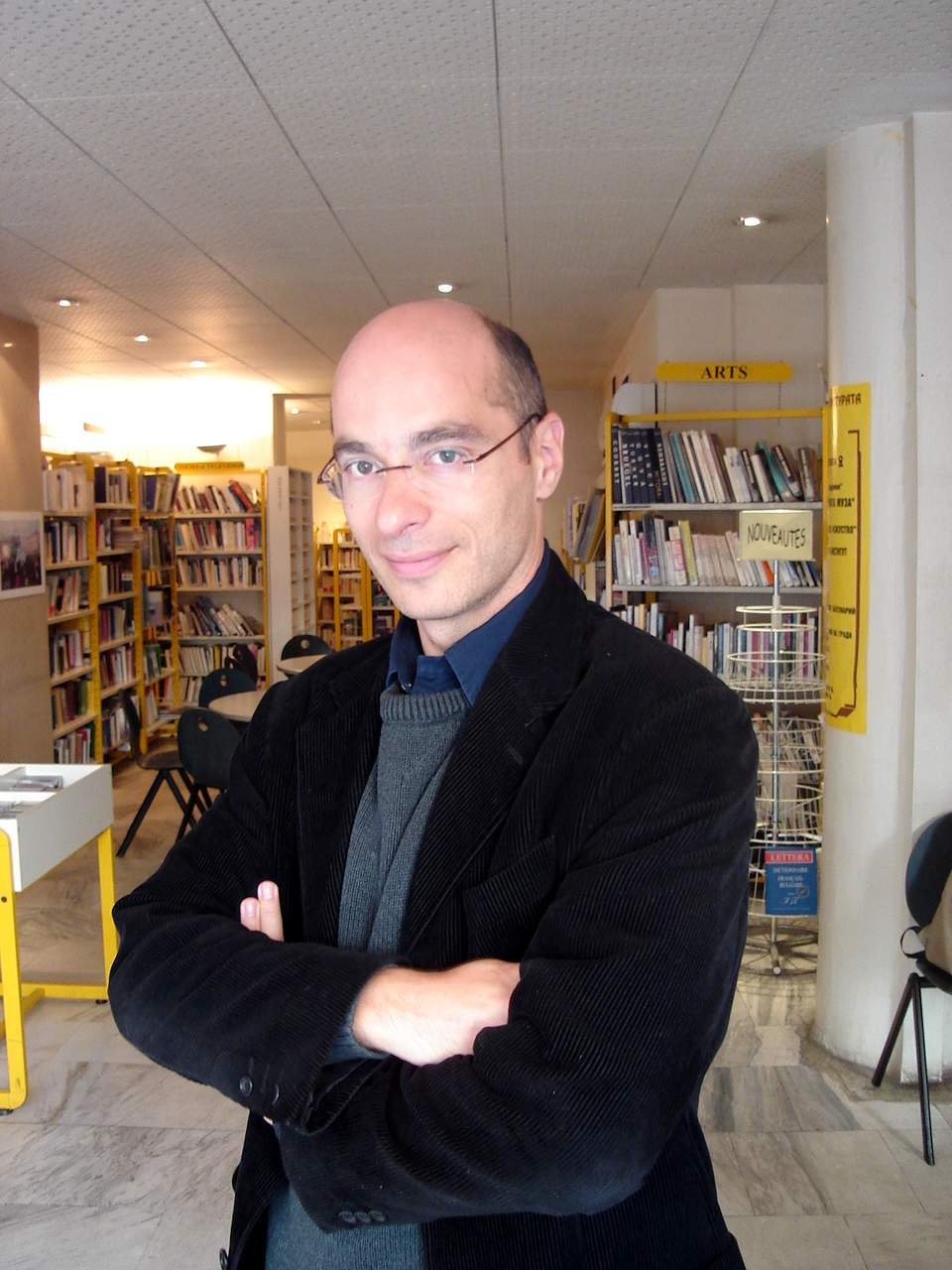
Werber, Juni 2007

### Trilogie der Ameisen
- Die Ameisen (Les Fourmis), Leserpreis von „Science et Avenir“, 1991. Dieses Buch ist sein großer Erfolg: mehr als zwei Millionen Exemplare wurden verkauft und es wurde in mehr als dreißig Sprachen übersetzt.
- Der Tag der Ameisen (Le Jour des fourmis), Leserpreis von « Elle », 1992
- Die Revolution der Ameisen (La Révolution des fourmis), 1996
- Die Invasion (alle drei Bände in einer Ausgabe), 2010

### Trilogie der Thanatonauten
- Les Thanatonautes, 1994. Bernard Werber sagt, dass er einen Hang zu diesem Buch hat. Vielleicht, weil es das Buch ist, das in der Öffentlichkeit den wenigsten Erfolg hatte, als es im Großformat erschien; als Taschenbuch war es jedoch erfolgreich.
- Im Reich der Engel (L'Empire des anges), Jules-Verne-Preis, 2000

### Trilogie von Nous les Dieux (Wir die Götter)
- L'ile des sortilèges, 2004
- Le souffle des dieux, 2005
- Le mystère des dieux, 2007

### Trilogie des Vaters unserer Väter, genannt «Lucrèce und Isidor»
- Le Père de nos Pères, 1998
- L'Ultime Secret, 2001
- Le Rire du Cyclope, 2010

Anmerkung: die offizielle Bernard-Werber-Website fasst diese beiden Bücher unter dem Begriff Trilogie zusammen. Also kann das Erscheinen eines dritten Bandes erwartet werden der dann die Verwendung des Begriffs « Trilogie » rechtfertigt.
Bernard Werber fasst diese drei Bücher auf seiner Webseite unter dem Begriff „Cycle Aventuriers de la Science“ zusammen.

### Experimentelle Bücher
- L'Encyclopédie du savoir relatif et absolu, 1993
- Le Livre du voyage, Leserpreis « Livre de Poche », 1997
- Le Livre secret des fourmis, 2002
- Nos amis les humains, 2003
- Troisième Humanité, 2012

### Novellen
- L'Arbre des possibles, 2002
- Paradis sur mesure, 2008

### Zeichentrick
- Exit, 1999
- Exit III - Jusqu'au dernier souffle, 2002
- Les Enfants d'Ève, mai 2005
- Exit II - Le deuxième cercle, 2000

### Filme
- La Reine de nacre, 2003
- Les Humains, in Bearbeitung

### Theaterstücke
- Nos amis les humains, 2003